# Моя девочка не хочет…
«Моя девочка не хочет…» (фр. Non ma fille, tu n'iras pas danser, дословный перевод: «Нет, дочка, ты не пойдёшь танцевать») — фильм французского режиссёра Кристофа Онорэ́ 2009 года, вдохновлённый романом «Week-end de chasse à la mère» (дословный перевод: «Выходные с охотой на мать») французской писательницы Женевьевы Бризак, которая выступила соавтором сценария.

## Сюжет
Лена только что рассталась со своим мужем Найджелом и получила опеку над двумя своими детьми. Тем не менее, она находится в состоянии большой личной и чувственной путаницы, которая усугубилась её отказом продолжать работу анестезиологом в больнице. В компании своих детей, родителей, сёстры и брата она едет на несколько дней в семейный дом в Бретани. Однако её мать Анни с согласия всей семьи приглашает Найджела к себе в дом на несколько дней, чтобы он мог увидеться со своими детьми. Она втайне надеется, что пара снова сойдётся. Поставленная перед фактом Лена сильно раздражается и решает немедленно уехать от всех. Напряженность между разными парами членов семьи важна, но общим источником сюжета является трудный поиск личного счастья в хрупком равновесии взаимоотношений пар. Лена, задушенная своей семьей и отсутствием собственных ориентиров в жизни, погружается в период неопределенности и противоречивых решений.

## В ролях
- Кьяра Мастроянни — Лена
- Марина Фоис — Фредерика
- Мари-Кристин Барро — Анни
- Жан-Марк Барр — Найджел
- Фред Улис — Мишель
- Луи Гаррель — Симон
- Жюльен Оноре — Гульвен
- Марсьель ди Фонзо Бо — Тибо
- Алис Бюто — Элиза
- Донатьен Сюне — Антон
- Лу Паскеро — Агустина
- Каролин Сиоль — флористка
- Жан-Батист Фонк — Хосе

## Информация вокруг фильма
- Оригинальное название фильма взято из детской французской песни «Sur le pont du Nord»[1] («На северном мосту»).
- У фильма есть две версии афиши: один со слоганом Vivez libre («Живите свободно»), а другой без него. Слоган был придуман дистрибьютором фильма Жаном Лабади за две недели до выхода фильма на экраны в маркетинговых целях, так как возникло предположение, что у публики будут сложности с длинным названием фильма[2].